# Swisscom Challenge 1998
Swisscom Challenge 1998 — жіночий тенісний турнір, що проходив на закритих кортах з твердим покриттям Schluefweg у Цюриху (Швейцарія). Належав до турнірів 1-ї категорії в рамках Туру WTA 1998. Відбувсь уп'ятнадцяте й тривав з 12 до 18 жовтня 1998 року.

## Фінальна частина

### Одиночний розряд
Ліндсі Девенпорт —  Вінус Вільямс 7–5, 6–3
- Для Девенпорт це був 6-й титул за сезон і 19-й — за кар'єру.

### Парний розряд
Серена Вільямс /  Вінус Вільямс —  Маріан де Свардт /  Олена Татаркова 5–7, 6–1, 6–3
- Для Серени Вільямс це був 4-й титул за сезон і 4-й — за кар'єру. Для Вінус Вільямс це був 7-й титул за сезон і 7-й — за кар'єру.